# Contea di Luanping
La contea di Luanping (滦平县S, Luánpíng XiànP) è una contea della Cina, situata nella provincia di Hebei e amministrata dalla prefettura di Chengde.